# Lång-Älgsjön
Lång-Älgsjön är en sjö i Borlänge kommun i Dalarna och ingår i Dalälvens huvudavrinningsområde. Sjöns area är 0,042 kvadratkilometer och den befinner sig 434,5 meter över havet.